# Arrhyton dolichura
Espèce
Synonymes
- Arrhyton dolichurum Werner, 1909

Arrhyton dolichura est une espèce de serpents de la famille des Dipsadidae.

## Répartition
Cette espèce est endémique de Cuba.

## Description
L'holotype de Arrhyton dolichura, une femelle, mesure 380 mm dont 44 mm pour la queue.

## Publication originale
- Werner, 1909 : Über neue oder seltene Reptilien des Naturhistorischen Museums in Hamburg. Jahrbuch der hamburgischen Wissenschaftlichen Anstalten, vol. 26, p. 205-247 (texte intégral).